# Guido Holzknecht
Guido Holzknecht (ur. 3 grudnia 1872 w Wiedniu, zm. 30 października 1931 tamże) – austriacki radiolog.
Studiował medycynę w Strasburgu, Królewcu i Wiedniu, gdzie w 1899 roku uzyskał doktorat z medycyny. W 1904 habilitował się z nowego przedmiotu radiologii lekarskiej. Od 1905 roku kierował pracownią rentgenologiczną w wiedeńskim szpitalu. W 1914 został profesorem nadzwyczajnym i pierwszym kierownikiem Centralnego Instytutu Rentgenowskiego przy Szpitalu Ogólnym w Wiedniu, znany dziś jako Instytut Guido Holzknechta. Razem z Robertem Kienböckiem (1871-1953) założył Wiedeńskie Towarzystwo Radiologiczne (Wiener Röntgengesellschaft).
Guido Holzknecht był jednym z pionierów radiologii. W 1902 roku opracował dozymetr, który nazwał „chromoradiometrem”. Podobnie jak wielu innych lekarzy radiologów początku XX wieku, zmarł z powodu nowotworu wywołanego promieniowaniem.

## Eponim
- Przestrzeń Holzknechta: Przestrzeń zasercowa. Przestrzeń między sercem a kręgosłupem widoczna na radiogramie klatki piersiowej w projekcji bocznej.

## Prace
- Röntgenologische Diagnostik der Erkrankung der Brusteingeweide, 1901
- Röntgendiagnostik des Magenkrebses, 1905.
- Röntgenologie, 2 tomy, 1918/1924
- Röntgentherapie, 1924
- Einstellung zur Röntgenologie, 1927
- Handbuch der theoretischen und klinischen Röntgenkunde, 2 tomy, 1929.